# Жванецька сільська рада
Жва́нецька сільська́ ра́да — адміністративно-територіальна одиниця та орган місцевого самоврядування в Кам'янець-Подільському районі Хмельницької області. Адміністративний центр — село Жванець.

## Загальні відомості
Жванецька сільська рада утворена в 1923 році.
- Територія ради: 27 км²
- Населення ради: 1 704 особи (станом на 2001 рік)
- Територією ради протікає річка Дністер

## Населені пункти
Сільській раді були підпорядковані населені пункти:
- с. Жванець
- с. Брага

## Склад ради
Рада складалася з 16 депутатів та голови.
- Голова ради: Співак Ганна Вікторівна
- Секретар ради: Базюк Тетяна Володимирівна

### Керівний склад попередніх скликань
| Прізвище, ім'я, по батькові | Основні відомості                                                         | Дата обрання | Дата звільнення |
| --------------------------- | ------------------------------------------------------------------------- | ------------ | --------------- |
| Співак Ганна Вікторівна     | Сільський голова, 1961 року народження, освіта вища, позапартійна         | 26.03.2006   | 31.10.2010      |
| Співак Ганна Вікторівна     | Сільський голова, 1961 року народження, освіта вища, член Партії регіонів | 31.10.2010   |                 |

Примітка: таблиця складена за даними сайту Верховної Ради України

### Депутати
За результатами місцевих виборів 2010 року депутатами ради стали:

#### За суб'єктами висування
| Суб'єкт висування                 | Кількість обраних депутатів | %    |
| --------------------------------- | --------------------------- | ---- |
| Самовисування                     | 7                           | 43,8 |
| Народна партія                    | 6                           | 37,5 |
| Політична партія «Фронт Змін»     | 2                           | 12,5 |
| Політична партія «Сильна Україна» | 1                           | 6,3  |

#### За округами
| № округу                          | Прізвище, ім'я, по батькові        | Дата визнання обраним | Освіта             | Партійна приналежність                  | Відомості про обраного депутата                                |
| --------------------------------- | ---------------------------------- | --------------------- | ------------------ | --------------------------------------- | -------------------------------------------------------------- |
| Народна Партія                    |                                    |                       |                    |                                         |                                                                |
| 2                                 | Кравецький Микола Миколайович      | 02.11.2010            | середня спеціальна | позапартійний                           | ІТТ РВ УМВСУ, начальник                                        |
| 3                                 | Цісар Микола Олександрович         | 02.11.2010            | середня спеціальна | член Народної партії                    | ТзОВ «Кедр», інженер                                           |
| 7                                 | Базюк Тетяна Володимирівна         | 02.11.2010            | вища               | позапартійна                            | Жванецька сільська рада, секретар                              |
| 10                                | Кравецька Любов Анатоліївна        | 02.11.2010            | середня спеціальна | позапартійна                            | Жванецька сільська рада, бухгалтер                             |
| 13                                | Даниленко Людмила Миколаївна       | 02.11.2010            | вища               | позапартійна                            | Жванецький дошкільний навчальний заклад «Малятко», завідувачка |
| 16                                | Дубина Микола Вікторович           | 02.11.2010            | вища               | член Народної партії                    | Агрофірма «Авіс», начальник                                    |
| Політична партія «Сильна Україна» |                                    |                       |                    |                                         |                                                                |
| 12                                | Замриборщ Алла Анатоліївна         | 02.11.2010            | вища               | член Політичної партії «Сильна Україна» | Жванецька бібліотека, бібліотекар                              |
| Політична партія «Фронт Змін»     |                                    |                       |                    |                                         |                                                                |
| 8                                 | Фонарюк Володимир Олексійович      | 02.11.2010            | вища               | позапартійний                           | пенсіонер                                                      |
| 11                                | Шкуренков Олександр Сергійович     | 02.11.2010            | середня спеціальна | член Політичної партії «Фронт Змін»     | ТзОВ «Ната», менеджер                                          |
| Самовисування                     |                                    |                       |                    |                                         |                                                                |
| 1                                 | Топоровський Олександр Миколайович | 02.11.2010            | середня спеціальна | позапартійний                           | Жванецька ДТЕЛС № 3 ЦТП, бригадир                              |
| 4                                 | Шкуренкова Любов Володимирівна     | 02.11.2010            | середня спеціальна | позапартійна                            | підприємець                                                    |
| 5                                 | Зелінська Галина Василівна         | 02.11.2010            | вища               | позапартійна                            | Жванецька дільнична лікарня, лікар                             |
| 6                                 | Войтович Надія Іванівна            | 02.11.2010            | вища               | позапартійна                            | Жванецька загальноосвітня школа І-ІІІ ст., вчитель             |
| 9                                 | Кравецька Ольга Василівна          | 02.11.2010            | середня спеціальна | позапартійна                            | Жванецька сільська рада, землевпорядник                        |
| 14                                | Солтинський Олександр Миколайович  | 02.11.2010            | вища               | позапартійний                           | Подільський ДАТУ, викладач                                     |
| 15                                | Вітановський Микола Анатолійович   | 02.11.2010            | середня            | позапартійний                           | тимчасово не працює                                            |